# Neasellus oculatum
Neasellus oculatum är en kräftdjursart. Neasellus oculatum ingår i släktet Neasellus och familjen Paramunnidae. Inga underarter finns listade i Catalogue of Life.